# ويليام فونغ
ويليام فونغ (بالصينية: 馮國綸) هو قاضي صلح ‏ ورائد أعمال صيني، ولد في 21 فبراير 1949 في هونغ كونغ في الصين.